# Nina Mae McKinney
Nina Mae McKinney (12 de junio de 1912 - 3 de mayo de 1967) fue una actriz teatral, cinematográfica y televisiva estadounidense. Llamada en Europa "La Garbo Negra" a causa de su belleza, McKinney fue una de las primeras estrellas cinematográficas afroamericanas, y una de las primeras personas negras en actuar en la televisión británica.

## Primeros años
Su verdadero nombre era Nannie Mayme McKinney, y nació en Lancaster, Carolina del Sur. Sus padres, Georgia y Hal McKinney, hubieron de trasladarse a Nueva York buscando trabajo durante la Gran Migración Negra, dejando a Nina con su tía Carrie. Haciendo recados para ella, McKinney aprendió a montar en bicicleta, haciendo malabarismos y demostrando así su afición a actuar. Más adelante actuó en obras teatrales de la escuela, y aprendió baile por sí misma.

## Carrera
McKinney dejó la escuela a los 15 años de edad y fue a Nueva York con la intención de hacerse actriz, reuniéndose con sus padres. Su debut en el circuito de Broadway fue como corista en el musical Blackbirds of 1928, show en el que participaban Bill Robinson y Adelaide Hall. Este musical se estrenó en el Liberty Theater el 9 de mayo de 1928, y se convirtió en uno de los espectáculos de mayor éxito de su género en Broadway.
Su actuación facilitó a McKinney conseguir un primer papel en el cine. Buscando una estrella para su próxima película, Hallelujah!, el director de Hollywood King Vidor descubrió a McKinney cuando actuaba en el coro de Blackbirds. En Hallelujah (1929), McKinney fue la primera actriz negra en tener un papel principal en una película comercial para el gran público, aunque su reparto era íntegramente afroamericano. Vidor fue nominado al Premio Oscar por su dirección, y McKinney fue alabada por su papel.
Tras Hallelujah!, McKinney firmó un contrato de cinco años con MGM, siendo también la primera afroamericana en ser contratada a largo plazo por un gran estudio. Sin embargo, la compañía parecía reticente a que actuara en largometrajes. Por ello, sus papeles más destacados de la época tuvieron lugar en filmes rodados por otros estudios, entre ellos un personaje principal en Sanders of the River (1935), cinta rodada en el Reino Unido y en la que actuaba Paul Robeson. Después de que MGM cortara casi todas sus escenas en Reckless (1935), ella dejó Hollywood y se fue a Europa. Allí actuó y bailó, haciendo principalmente teatro y cabaret.
En esa época muy pocas películas eran interraciales, y a los cineastas afroamericanos les costaba encontrar trabajo, sobre todo a las actrices. Aunque McKinney era muy bella, Hollywood tenía miedo de hacer de ella un icono similar al de las actrices blancas de su tiempo. Además el código Hays prohibía las sugerencias de mestizaje, por lo que no se rodaban romances interraciales.
Dos años después de Hallelujah, McKinney volvió a la pantalla como actriz de reparto en Safe in Hell, cinta dirigida por William A. Wellman en la que interpretaba a una camarera.
Debido al racismo existente en la industria del entretenimiento estadounidense, muchos intérpretes afroamericanos decidieron ir a trabajar a Inglaterra, Francia y otros países europeos en los que existían mayores oportunidades laborales.

### Europa
En Europa McKinney fue apodada la “Garbo negra,” a causa de su gran belleza. En diciembre de 1932 fue a París, donde actuó como artista de cabaret en diversos locales nocturnos y restaurantes, incluyendo Chez Florence. En febrero de 1933 trabajó en un espectáculo llamado Chocolate and Cream, representado en el Leicester Square Theatre de Londres. Además, también actuó en Atenas, volviendo allí tras el final de la Segunda Guerra Mundial.
Tras viajar en giras, en 1934 volvió a Londres para actuar en un film británico titulado Kentucky Minstrels. El film fue una de las primeras producciones británicas en contar con actores negros. McKinney permaneció en Inglaterra, interpretando diferentes papeles. También tuvo la oportunidad de cantar el popular tema "Dinah" en el show radiofónico Music Hall.
Tras una pausa, recibió un papel protagonista en su primera película en seis años. En 1935 actuó en Sanders of the River, dirigida por Alexander Korda. A McKinney y Paul Robeson, su coprotagonista, se les había explicado que la cinta, ambientada en África, haría un retrato positivo de la población indígena, algo que Robeson había exigido para formar parte del proyecto. Sin embargo, el resultado final mostraba una pérdida de la categoría de sus personajes, haciendo en cambio énfasis en la supremacía del Imperio Británico en el mundo.
Sin embargo, y a pesar de las restricciones, McKinney encontró más buenos trabajos en Londres, y actuó en diferentes producciones televisivas. En 1936 obtuvo un especial televisivo propio en la BBC, y en el cual cantaba. Al año siguiente hizo un papel en la revista Ebony, junto al bailarín afroamericano Johnny Nit. Tras esa actuación trabajó en Dark Laughter acompañada del trompetista Leslie Thompson. McKinney obtuvo entusiastas críticas por su interpretación del tema "Poppa Tree Top Tall" en un documental de 1937. Tras la invasión alemana de Polonia y el inicio de la Segunda Guerra Mundial, decidió volver a los Estados Unidos.

## Vuelta a los Estados Unidos y cine racial
En Hollywood, McKinney protagonizó diversos "filmes raciales", pensados para el público afroamericano. Entre ellos figuraban Gang Smashers/Gun Moll (1938) y The Devil's Daughter (1939), el cual se rodó en Jamaica.
Además, hizo diferentes papeles en cintas convencionales, debiendo aceptar estereotipados personajes de criadas y prostitutas. Por ejemplo, en 1944 trabajó junto a Merle Oberon, interpretando a una criada, en Dark Waters. La última actuación teatral de McKinney tuvo lugar en 1951, como Sadie Thompson, en una producción de la obra Rain.
Finalizada la guerra, McKinney regresó a Europa, viviendo en Atenas hasta 1960, año en que volvió a Nueva York.

## Vida personal
En 1935, McKinney se casó con el músico de jazz James "Jimmy" Monroe. La pareja se divorció en 1938.
A partir de 1960, McKinney vivió en Nueva York. Falleció en esa ciudad el 3 de mayo de 1967, a causa de un infarto agudo de miocardio, a los 54 años. Fue enterrada en el Cementerio Woodlawn, en el Bronx. 
A título póstumo, en 1978 McKinney fue aceptada en el Salón de la Fama de los Cineastas Negros, gracias a su trayectoria artística.

## Filmografía
| Año  | Título                                | Personaje            | Observaciones                                          |
| ---- | ------------------------------------- | -------------------- | ------------------------------------------------------ |
| 1929 | Hallelujah!                           | Chick                |                                                        |
| 1929 | Manhattan Serenade                    | Como ella misma      | Corto                                                  |
| 1930 | They Learned About Women              | Cantante             | Sin créditos                                           |
| 1931 | Safe in Hell                          | Leonie               |                                                        |
| 1932 | Pie, Pie Blackbird                    | Miss Nina            | con los Hermanos Nicholas, Eubie Blake, y Noble Sissle |
| 1932 | Passing the Buck                      |                      |                                                        |
| 1932 | Kentucky Minstrels                    |                      | Sin créditos                                           |
| 1935 | Sanders of the River                  | Lilongo              |                                                        |
| 1935 | Reckless                              | Cantante             |                                                        |
| 1936 | The Lonely Trail                      | Bailarina            | Sin créditos                                           |
| 1936 | Broadway Brevities: The Black Network | Como ella misma      | Corto                                                  |
| 1938 | Gang Smashers                         | Laura Jackson        |                                                        |
| 1938 | On Velvet                             | Como ella misma      | Corto                                                  |
| 1939 | The Devil's Daughter                  | Isabelle Walton      |                                                        |
| 1939 | Straight to Heaven                    | Ida Williams         |                                                        |
| 1940 | Swanee Showboat                       | Como ella misma      | Corto                                                  |
| 1944 | Dark Waters                           | Florella             |                                                        |
| 1944 | Together Again                        | Criada del Nightclub | Sin créditos                                           |
| 1945 | The Power of the Whistler             | Flotilda             | Sin créditos                                           |
| 1946 | Mantan Messes Up                      | Nina                 |                                                        |
| 1946 | Night Train to Memphis                | Criada               |                                                        |
| 1947 | Danger Street                         | Veronica             |                                                        |
| 1949 | Pinky                                 | Rozelia              |                                                        |
| 1950 | Copper Canyon                         | Theresa              | Sin créditos                                           |